# Parque nacional suizo
El Parque nacional suizo (en alemán, Schweizerischer Nationalpark; en francés, Parc National Suisse; italiano, Parco Nazionale Svizzero; romanche, Parc Naziunal Svizzer) se encuentra en los Alpes Réticos occidentales, dentro del cantón de Grisones (al este de Suiza) entre Zernez, S-chanf, Scuol y el paso de Fuorn (o Ofenpass) en el valle de Engadina y está en contacto directo al sur con el parque nacional del Stelvio.
Es el único parque nacional en Suiza, aunque hay planes para crear más. Tiene una superficie de 174,2 km² y es el área protegida más grande del país. Fue creado el 1 de agosto de 1914, el día de la fiesta nacional de Suiza. Fue uno de los primeros parques nacionales de Europa. En 1979 fue declarada por la UNESCO como Reserva de la Biosfera.

## Turismo
En el parque, no está permitido salir de la carretera, hacer fuego o dormir afuera de Chamanna Cluozza, un refugio de montaña ubicado en el parque. También está prohibido perturbar a los animales o las plantas, o llevarse a casa cualquier cosa que se encuentre en el parque. Los perros no están permitidos, ni incluso con correa.
Hay un centro para visitantes en Zernez. La carretera a través del parque lleva por encima del paso de Fuorn hasta la Provincia de Bolzano-Bozen, Italia.

## Reserva de la biosfera

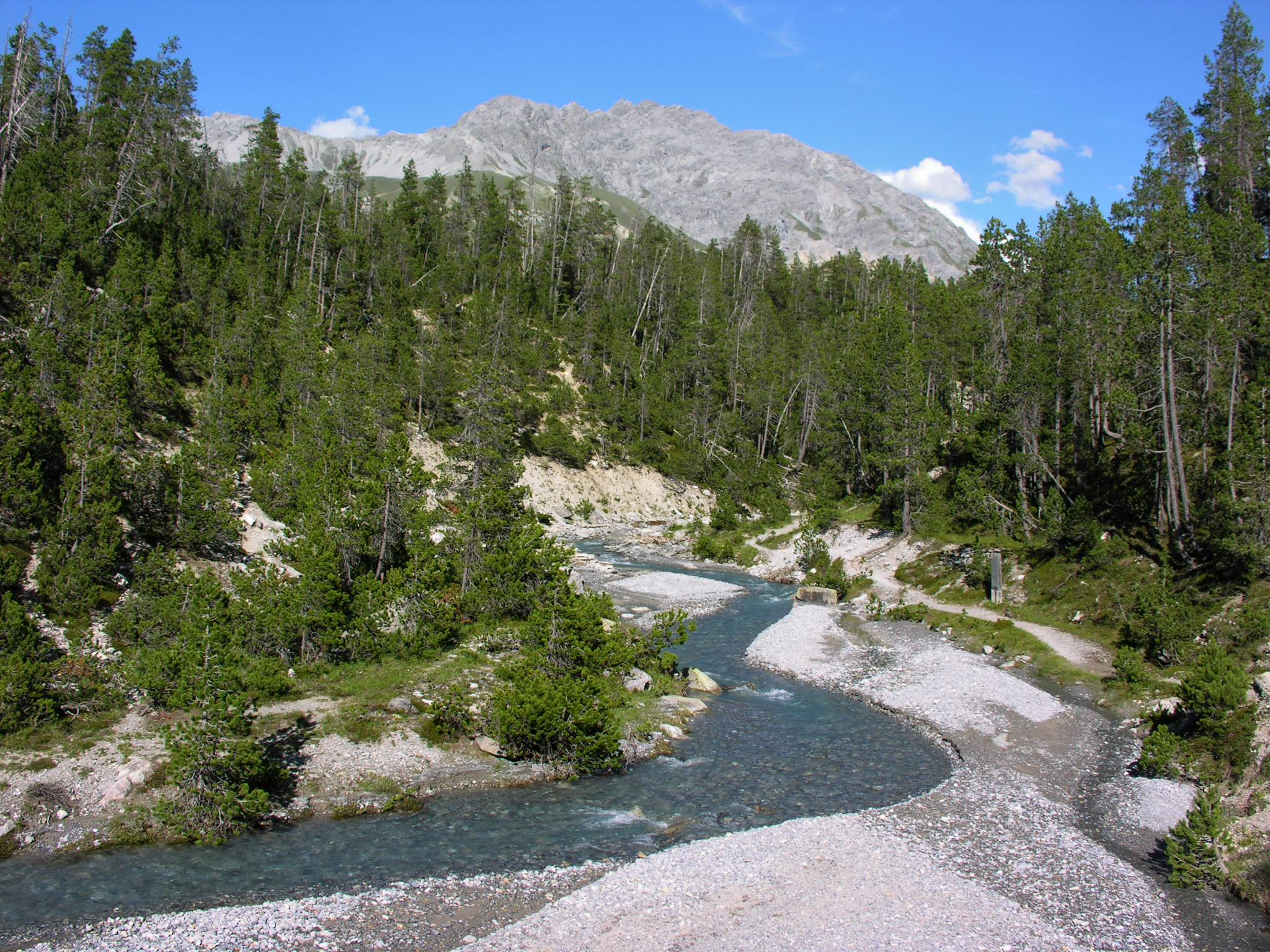
Parque nacional suizo

Es una reserva de la biosfera con el nombre de Parc Suisse Biosphere Reserve desde el año 1979.46°40′N 10°10′E / 46.667, 10.167 Se encuentra en la parte más oriental de Suiza, en la orilla derecha del Eno, cerca de la frontera con Italia. Tenía inicialmente una superficie de 17.030 hectáreas, todas ellas de Zona 1 ("Zona Núcleo") y comprende bosques, dehesas alpinas y rocas desnudas. Especies que se pueden encontrar aquí son: pino silvestre y Pinus cembra, alerces y picea de Noruega; por encima de la línea de árboles se encuentran anémona (pulsatilla) y edelweiss (flor de las nieves). El valle de Engadina, en el extremo norte, es el único de Suiza que desemboca en el Danubio. Toda la zona está protegida de manera estricta, y no está habitada. 
En 2010 fue ampliada para incluir una "Zona Tampón" (Zona 2) y una "Zona de Transición" (Zona 3) al este de la Zona Núcleo, incluyendo localidades, en particular Val Müstair en el sureste de la Reserva de la Biosfera y parque nacional Suizo original. Actualmente se llama Reservat da Biosfera Val Müstair-Park Naziunal. Están previstas sucesivas ampliaciones antes del año 2013 entre el Consejo Internacional de Coordinación del Programa sobre el Hombre y la Biosfera y las autoridades suizas.

## Galería

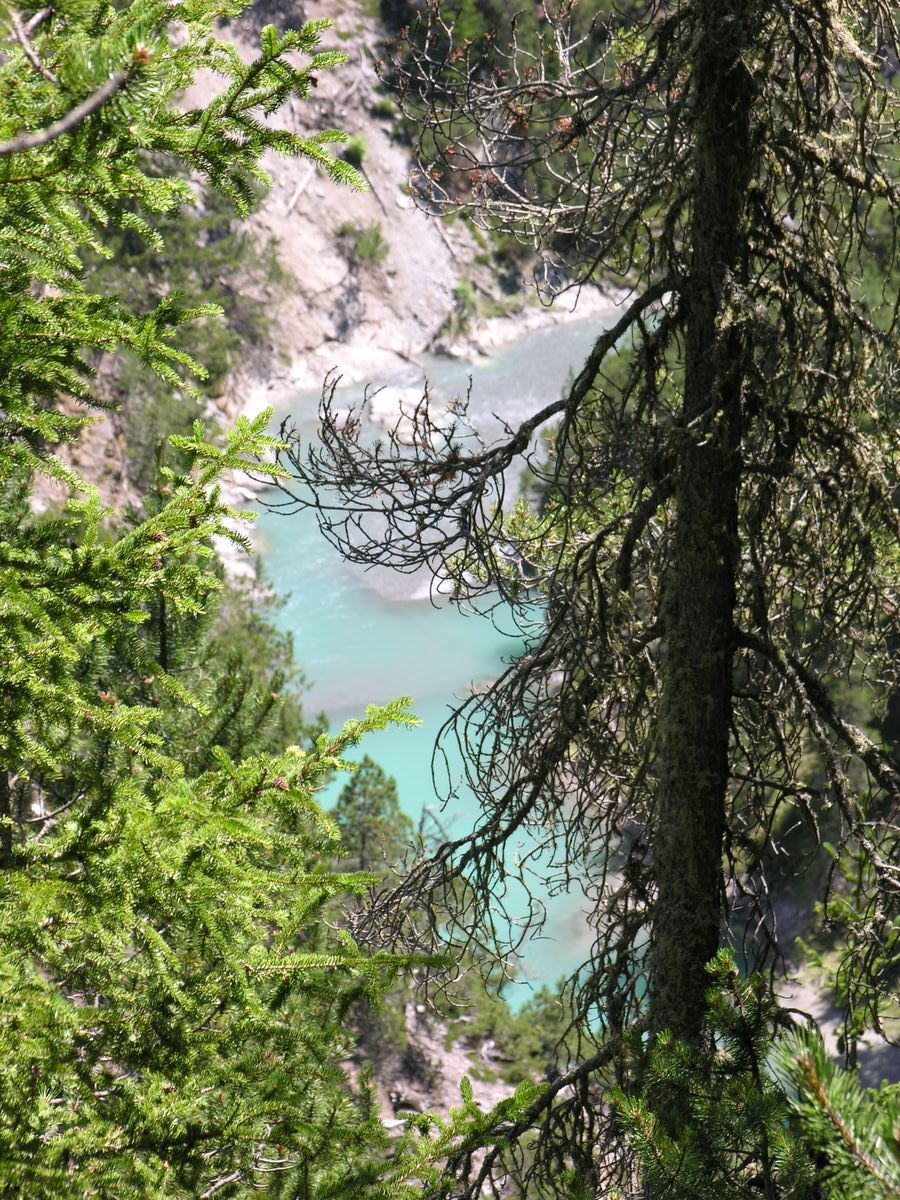
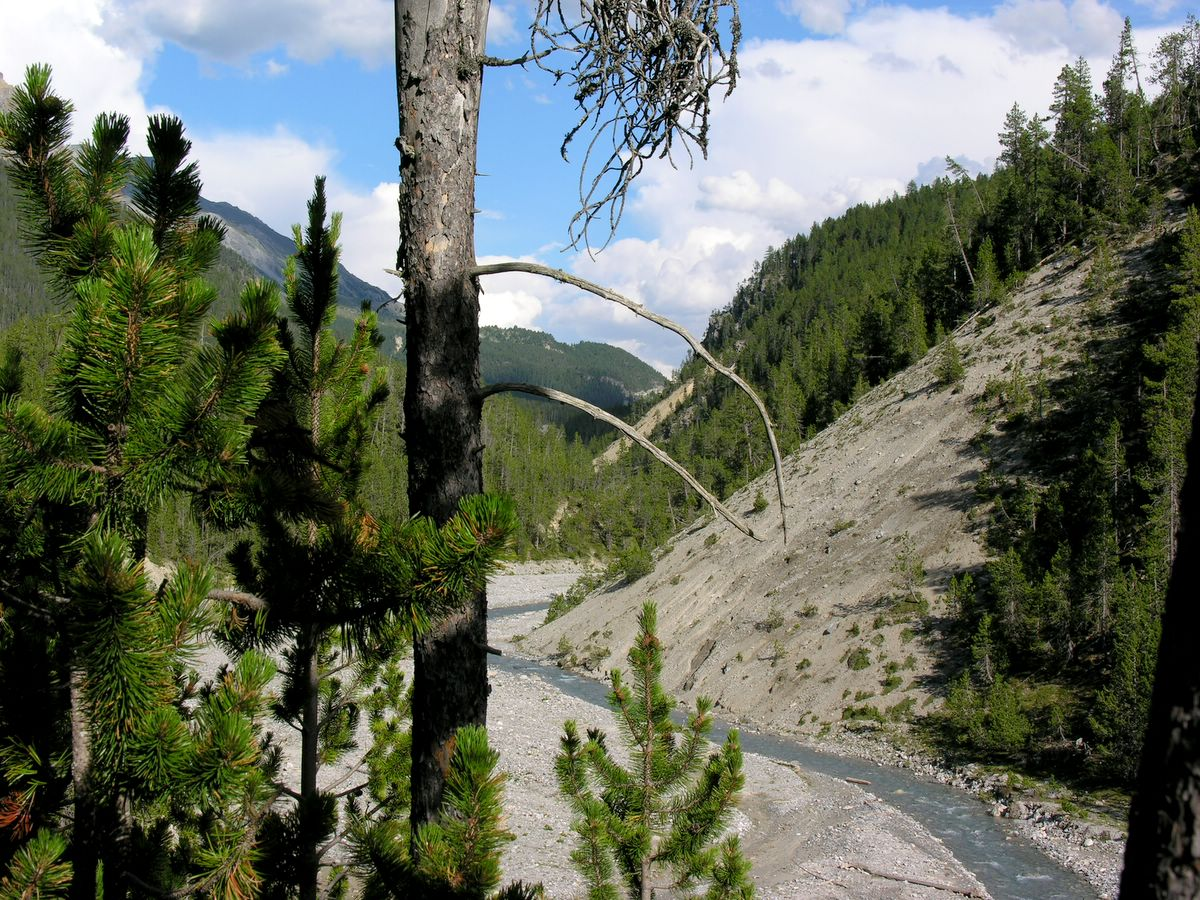
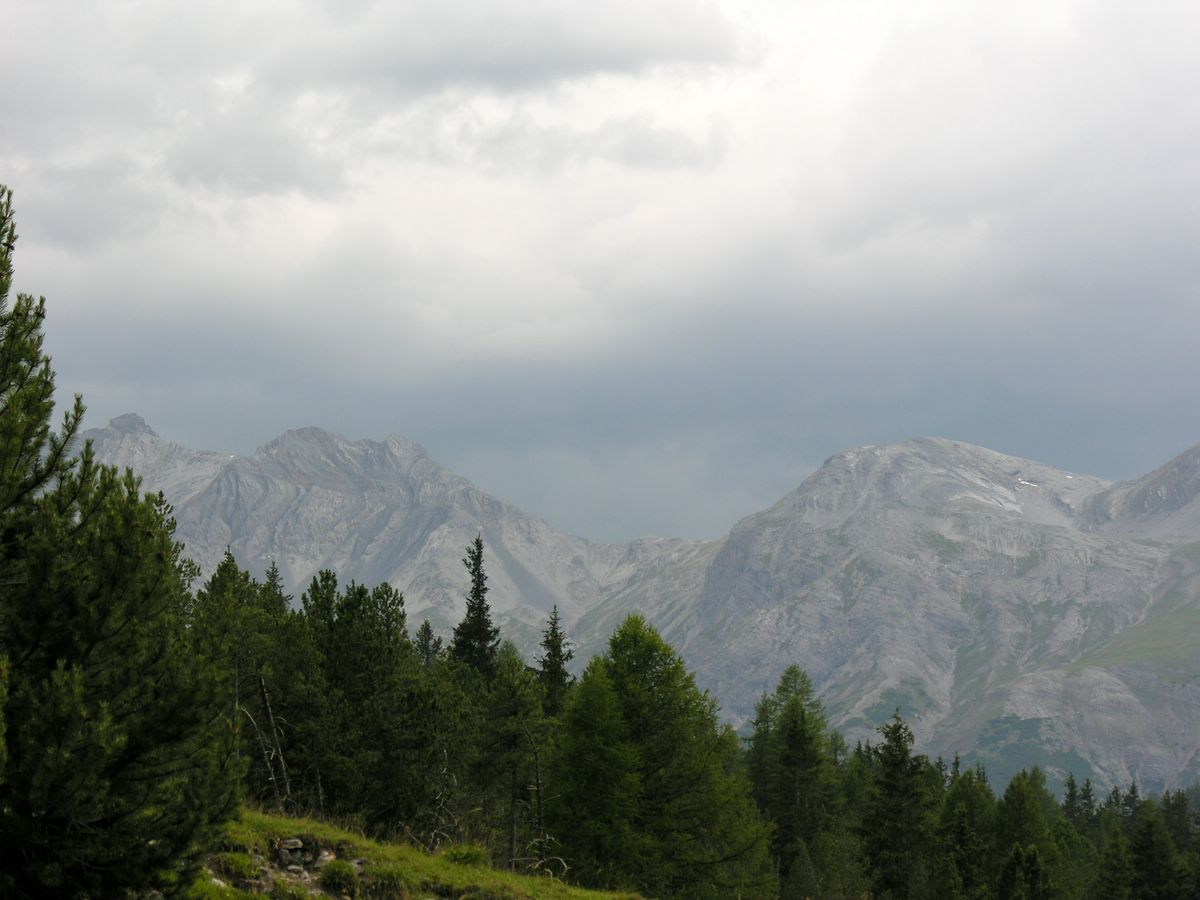
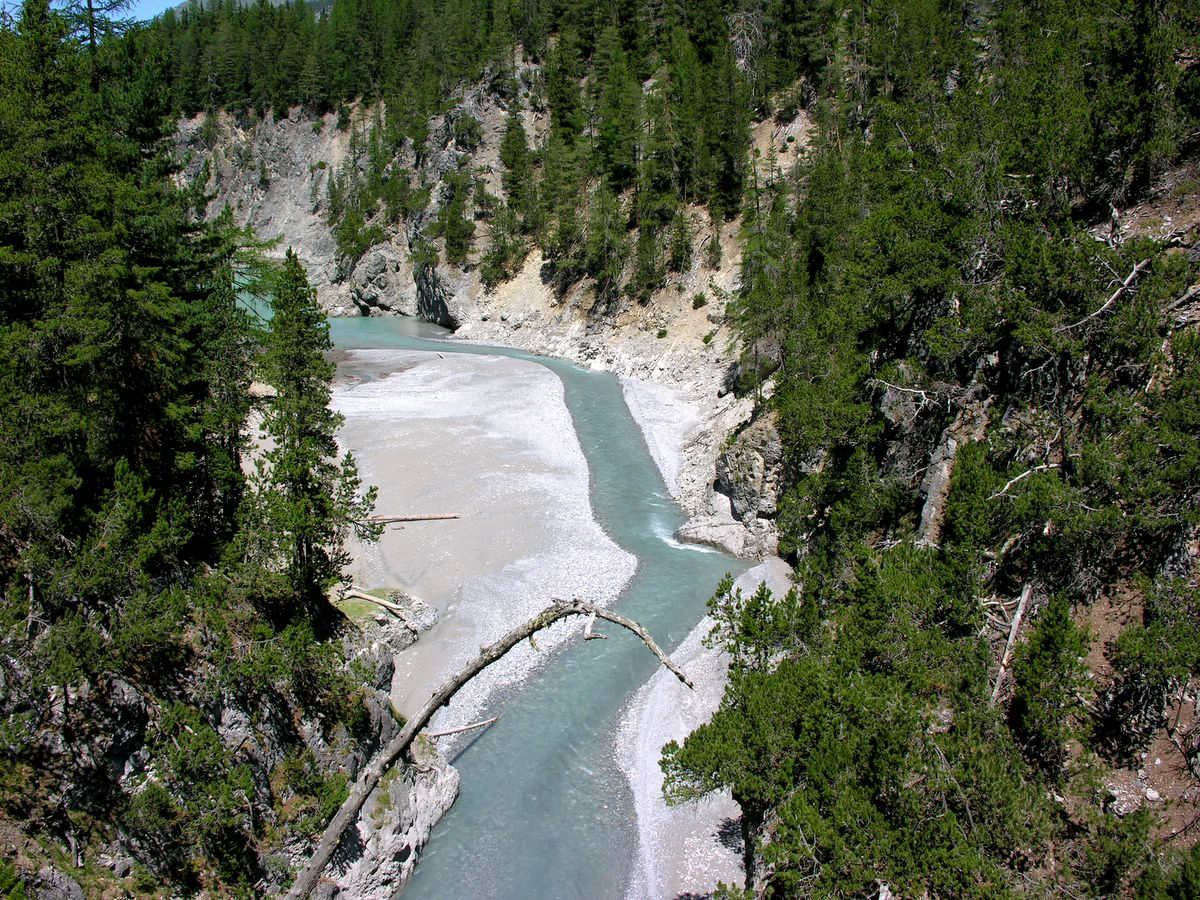

## Picos destacados
- Piz da l'Acqua
- Piz Chaschauna